# Casa Madura (Godall)
La Casa Madura és una obra noucentista de Godall (Montsià) inclosa a l'Inventari del Patrimoni Arquitectònic de Catalunya.

## Descripció
Edifici de planta baixa i dos pisos, construït per una de les famílies més influents del poble. El seu promotor fou Joan Tomàs, del qual el carrer pren el nom, diputat a Madrid entre els anys 1922-24. Fa cantonada, i volumètricament es compon d'un cos principal de tres plantes a la mateixa cantonada i un cos de només dos plantes al carrer de Joan Tomàs. La planta principal és la primera, amb un mirador a cada carrer, la segona plant té balconades a les obertures i la planta baixa està destinada bàsicament per al servei i com a magatzem.